# 横浜ヨコハマ
横浜ヨコハマ（よこはまよこはま）は、日本のお笑いコンビ。2019年3月よりフリー（2019年2月まで浅井企画所属）。2006年2月コンビ結成。

## メンバー
- 上仲誠彦（かみなかまさひこ、1983年1月30日（42歳） - ）

神奈川県横浜市金沢区出身。ネタ作り、ボケ担当。立ち位置は向かって左側。
血液型A型 。身長173cm、体重60kg。日本大学生物資源科学部卒業。
趣味はフットサル、スロット、酒、プリングルズの缶集め、モンスターハンター。特技はぷよぷよ（全国大会出場、勇者ああああに出演）、ソープカービング（石鹸彫刻） 。かながわ検定横浜ライセンス2級合格。
- 新村晋（にいむらすすむ、1982年12月10日（42歳） - ）

神奈川県横浜市磯子区出身。ツッコミ担当。立ち位置は向かって右側。
血液型A型 。身長163cm、体重65kg。日本大学文理学部教育学科卒業。
趣味はフットサル、アジア一人旅、ラーメン食べ歩き、映画鑑賞（年間100本）。特技は剣道（二段）、居酒屋バイト（リーダー） 。かながわ検定横浜ライセンス1級合格。掛けている眼鏡は伊達眼鏡。

## 来歴・概説
共に横浜市立小田中学校出身で、2年生の時同じクラスとなりコンビを組んだ。
コンビを組むきっかけとなったのは学校行事のキャンプファイヤー。点火役は代々女子がやっていたがその年は女子が嫌がり、上仲がその役を買って出た。新村はそれを「ひょうきん者だな、やるんだなこの子」と思って聞いていたが、上仲は「新村と二人でやります！」と新村を勝手に指名したという。ちなみにその時のコンビ名は「パラパラガールズ」（点火する火の精の名前）。翌年、文化祭の司会をした時は「アンディインディ」というコンビ名だった。
以前は三木プロダクションに所属。
「ヘテロ」というコンビ名で活動していたが、その後、地元の地名を入れたいという理由で「横浜ヘテロ」と改名。
現在のコンビ名に改名したきっかけは、テレビ番組出演時にスタッフから「横浜へ、テロ」（横浜にテロをする）とも取れるが大丈夫ですか、と言われたことがきっかけ。
そのエピソードを事務所の先輩である関根勤に話したところ、「今すぐにコンビ名を変えたほうがいい」と言われ、冗談半分で関根に新コンビ名の命名をお願いしたところ快諾され、一日中考えて出た名前が、「横浜ヨコハマ」と「目黒西口」というものであり、二人は横浜ヨコハマを選んで現在のコンビ名となった。
30歳の時から、横浜市伊勢佐木町で毎週日曜日に路上ライブを行っている。ゆずが同じ伊勢佐木町で路上ライブをやっていたのを思い出して始めたとのことである。
同じく横浜出身の音楽ユニット・コアラモード.や、馬車道発横浜アイドル・ポニカロード、着ぐるみ懐メロ音楽隊・日ノ出サンデーズ、東京都町田市のガールズコーラスグループ・まちだガールズ・クワイアとは、共にイベントを行うなど親交がある。

## 出演

### テレビ
- 爆笑オンエアバトル（NHK総合テレビジョン）OA率 - 0/2
- タモリのボキャブラ天国 大復活祭スペシャル（フジテレビ、2008年9月28日）キャッチコピーは「湾岸ノンケブルース」
- ありがとッ!（tvk）
- ウチのガヤがすみません!（日本テレビ、2021年6月22日）

### ラジオ
- 浦安ウラヤス (FMうらやす)
- TDH19（FMさがみ/FM HOT839 毎月第一水曜日19:00～20:30）
- Evening Station（FM TOTSUKA/毎週月曜日17:00～18:55）

### イベント
- ヨコハマカワイイパーク J-POP CULTURE FESTIVAL 2017（2017年5月3日 - 5日、山下公園） - 総合MC
- 横浜開港記念みなと祭 ヨコハマカワイイパーク - J-Pop Cuture Festival 2018（2018年5月3日 - 5日、山下公園） [10]

### ライブ
- 55☆NEXT!!（浅井企画主催・毎月第1木曜開催）
- お笑いダイナマイトショー（浅井企画主催・年1回開催）
- 横浜ヨコハマ＋（普段都内で活躍中のお笑い芸人一組を、横浜に呼んで行うトークライブ。毎月第4土曜日、りせっとcafe関内店にて開催。喫茶店の閉店に伴い、2017年6月24日のライブを最後に一時終了。全47回。）
- 大船的お笑いハニービー（毎月第2木曜日開催）
- 路上ライブ（毎週日曜、伊勢佐木町14時〜・桜木町15時〜開催）
- 新人内さまライブ（毎月一回不定期開催）
- 横ヨコ町ガインター（まちだガールズ・クワイアとの共催イベント。コラボでコントをしたり、まちだガールズ・クワイアが漫才をしたり、横浜ヨコハマが歌やダンスを披露したりするイベント）

### ウェブマガジン
- はまれぽ.com（2019年4月18日配信「終電を逃した!～市営地下鉄ブルーライン編～横浜ご当地芸人・横浜ヨコハマが挑戦!」[11]）
- はまれぽ.com（2019年8月15日配信「横浜・真夏の激辛ラーメン 地獄の3番勝負！ご当地芸人・横浜ヨコハマが挑戦！」）